# The Mama Tour
Genesis - The Mama Tour es un VHS que incluye la presentación del grupo de Rock Progresivo Genesis en el National Exhibition Centre en Birmingham en febrero. Fue filmado por Jim Yukich.
El video recoge parte de un concierto de la gira de presentación del disco Album.
Este incluye el Medley de In the Cage/The Cinema Show/Afterglow (omitiendo Dodo/Lurker y Eleventh Earl of Mar/Behind the Lines/Firth of Firth/The Musical Box que fueron tocadas en el Tour)
el Artwork tiene las formas del simple "Mama" y del álbum Genesis.
The Mama Tour fue editado en DVD el 21 de noviembre de 2009 como parte de la Box Set Genesis: The Movie Box 1981-2007. Esta edición contiene el audio remasterizado en Stereo, Dolby 5.1 Surround y DTS 5.1 Surround. Además incluye como extra un video de 80 minutos de duración filmado por Phil Collins llamado "The Making Of The Mama Album".

## Lista de temas
1. Abacab
2. That's All
3. Mama
4. Illegal Alien
5. Home by the Sea
6. Second Home by the Sea
7. Keep it Dark
8. It's Gonna Get Better
9. In the Cage (Medley: The Cinema Show/ In That Quiet Earth/ Slippermen/)
10. Afterglow
11. Drum Duet
12. Turn it on Again - Final Medley

- Datos: Q3651779